# Stephanie Dalley
Stephanie Dalley (nata Page; 1943) è un'assiriologa britannica studiosa del Vicino Oriente antico.
Si è ritirata dal ruolo di docente dall'Oriental Institute di Oxford. È nota per le sue pubblicazioni di testi cuneiformi e per le sue indagini sui giardini pensili di Babilonia, e per la sua proposta che fosse situata a Ninive e costruita durante il regno del sovrano Neo-Assiro Sennacherib.

## Giardini pensili di Babilonia
Una delle sette meraviglie del mondo antico, i giardini pensili di Babilonia non sono mai stati ritrovati nonostante gli estesi scavi archeologici a Babilonia a partire dalla fine del XIX secolo. Dalley ha suggerito, sulla base di diciotto anni di studi delle fonti testuali, che i Giardini non furono costruiti a Babilonia sotto Nabucodonosor, ma a Ninive, la capitale degli Assiri, da Sennacherib, circa 2 700 anni fa. 
Ha ristudiato e reinterpretato le fonti cuneiformi e greco-romane, determinando che un'iscrizione del VII secolo a.C. era stata precedentemente tradotta erroneamente. Sebbene nessuna delle iscrizioni di Nabucodonosor abbia mai menzionato alcun giardino, Dalley ha trovato testi di Sennacherib presso il palazzo reale che fece edificare sulla cittadella di Ninive, di fianco al quale il sovrano edificò dei giardini definiti nelle sue iscrizioni una meraviglia per tutte le persone. I testi descrivevano inoltre una vite idraulica, cronologicamente precedente a quella inventata, seconda la tradizione, da Archimede, utilizzando una nuova metodologia di fusione del bronzo. La vite sollevava l'acqua tutto il giorno, ed era collegata a vasti acquedotti e canali che portavano l'acqua dalle colline a ottanta chilometri di distanza. Un bassorilievo proveniente da Ninive e ora al British Museum raffigura un palazzo e alberi sospesi su terrazze, che Dalley ha usato come ulteriore prova a sostegno. La sua ricerca conferma la descrizione di scrittori greci successivi secondo cui i giardini erano, in realtà, terrazze costruite come un anfiteatro attorno a uno stagno centrale. Ha raccolto queste conclusioni nel suo libro The Mystery of the Hanging Garden of Babylon: An Elusive World Wonder Traced, pubblicato nel 2013.

## Libri
- Mari and Karana: Two Old Babylonian Cities, Longman, 1984, ISBN 978-0582783638.
- The Tablets from Fort Shalmaneser (Cuneiform Texts from Nimrud), The British School of Archaeology in Iraq, 1984, ISBN 978-0903472081.
- Myths from Mesopotamia: Creation, The Flood, Gilgamesh, and Others, Oxford, 1998, ISBN 978-0192835895.
- The Legacy of Mesopotamia, Oxford, 2005, ISBN 978-0199291588. (Curatrice)
- Esther's Revenge at Susa: From Sennacherib to Ahasuerus, Oxford, 2007, ISBN 978-0199216635.
- Babylonian Tablets from the First Sealand Dynasty, CDL Press, 2009, ISBN 978-1934309-087.
- The Mystery of the Hanging Garden of Babylon: An Elusive World Wonder Traced, Oxford, 2013, ISBN 978-0199662265.
- The City of Babylon: A History, c.2000BC-AD116, Cambridge, 2021, ISBN 978-1-10713627-4.
- The City of Babylon: A History, c.2000BC-AD116, Cambridge, 2021, ISBN 978-1-316-50177-1. (paperbarck)

## Pubblicazioni
- Stephanie Page, The Tablets from Tell Al-Rimah 1967: A Preliminary Report, in Iraq, vol. 30, n. 1, Spring 1968,  pp. 87-97, DOI:10.2307/4199841, JSTOR 4199841.
- Stephanie Dalley, Old Babylonian Dowries, in Iraq, vol. 42, n. 1, 1980,  pp. 53-74, DOI:10.2307/4200115, JSTOR 4200115.
- Stephanie Dalley, Foreign Chariotry and Cavalry in the Armies of Tiglath-Pileser III and Sargon II, in Iraq, vol. 47, January 1985,  pp. 31-48, DOI:10.2307/4200230, JSTOR 4200230.
- Stephanie Dalley, The God Ṣalmu and the Winged Disk, in Iraq, vol. 48, January 1986,  pp. 85-101, DOI:10.2307/4200253, JSTOR 4200253.
- Stephanie Dalley, Yahweh in Hamath in the 8th Century BC: Cuneiform Material and Historical Deductions, in Vetus Testamentum, vol. 40, n. 1, January 1990,  pp. 21-32, DOI:10.2307/1519260, JSTOR 1519260.
- Stephanie Dalley, Ancient Assyrian Textiles and the Origins of Carpet Design, in Iran, vol. 29, 1991,  pp. 117-135, DOI:10.2307/4299853, JSTOR 4299853.
- Stephanie Dalley, Nineveh after 612 BC, in Altorientalische Forschungen, vol. 20, n. 1, 1993, DOI:10.1524/aofo.1993.20.1.134.
- Stephanie Dalley, Nineveh, Babylon and the Hanging Gardens: cuneiform and classical sources reconciled, in Iraq, vol. 56, January 1994,  pp. 45-58, DOI:10.1017/S0021088900002801.
- Stephanie Dalley, Sennacherib and Tarsus, in Anatolian Studies, vol. 49, December 1999,  pp. 73-80, DOI:10.2307/3643063, JSTOR 3643063.
- Stephanie Dalley e John Peter Oleson, Sennacherib, Archimedes, and the Water Screw: The Context of Invention in the Ancient World, in Technology and Culture, vol. 44, n. 1, January 2003,  pp. 1-26, DOI:10.1353/tech.2003.0011.
- Stephanie Dalley, Gods from north-eastern and north-western Arabia in cuneiform texts from the First Sealand Dynasty, and a cuneiform inscription from Tell en-Naṣbeh, c.1500 BC, in Arabian Archaeology and Epigraphy, vol. 24, n. 2, 2013,  pp. 177-185, DOI:10.1111/aae.12005.
- Review of Andre Salvini,ed. La Tour de Babylone; Etudes et recherches sur les monuments de Babylon, in Bibliotheca Orientalis, LXXII, 2015,  pp. 751-755.
- Dennis Mizzi, Nicholas C. Vella e Martin R. Zammit, The Cuneiform inscriptions found at Tas-Silg (Malta); banded agate, "targets" and "cushions", in Ancient Near Eastern Studies, supplement 50, in honour of Anthony Frendo, 2017,  pp. 21-28, ISBN 978-90-4293419-1.
- Yağmur Heffron, Adam Stone e Martin Worthington (a cura di), At the Dawn of History. Ancient Near Eastern Studies in Honour of J N Postgate, Of arches, vaults and domes, 2017,  pp. 127-131, ISBN 9781575064710.
- John Parham e Louise Westling (a cura di), The natural world in ancient Mesopotamian literature, in A Global History of Literature and the Environment, 2017,  pp. 21-36, ISBN 978-1-107-10262-0.
- Susan Sherratt e John Bennet (a cura di), Gilgamesh and heroes at Troy: myth, history and education, in Archaeology and Homeric Epic, 2017,  pp. 116-134, ISBN 978-1-78570-295-2.
- Eckard Frahm (a cura di), Assyrian Warfare, in A Companion to Assyria, 2017,  pp. 522-533, ISBN 978-1-444335934.
- Susanne Paulus e Tim Clayden (a cura di), The First Sealand Dynasty: Literacy Economy and the Likely Location of Dur-Enlil(e) in Southern Mesopotamia at the End of the Old Babylonian Period, in Babylonia under the Sealand and Kassite Dynasties, 2020,  pp. 9-27, ISBN 978-1-5015-1706-8.
- Stephanie Dalley, asur nisirti / bit nisirti in the context of the early zodiac, in Nouvelles Assyriologiques Brèves et Utilitaires, Giugno, 2020,  p. 77.